# HIP 11915
HIP 11915 é Uma estrela pertencente à constelação da Baleia, semelhante ao sol em termos de idade, massa, e composição química, distante aproximadamente 186 anos luz do sistema solar. 

## HIP 11915 b
Em 15 de Julho de 2015 uma equipe de astrônomos liderada por brasileiros anunciou a descoberta de um planeta semelhante a Júpiter a orbitar, à mesma distância da estrela que Júpiter do Sol. A existência de um planeta com a mesma massa e numa órbita semelhante à de Júpiter em torno de uma estrela do tipo do Sol abre a possibilidade de que o sistema planetário em torno desta estrela seja semelhante ao Sistema Solar.
O planeta descoberto, tanto em termos de massa como de distância à sua estrela hospedeira, e em termos de semelhança entre esta estrela e o nosso Sol, é o análogo mais preciso encontrado até agora do Sol e de Júpiter.
São necessárias observações de acompanhamento para confirmar e delimitar a descoberta, mas HIP 11915 é, até agora, uma das mais promissoras estrelas candidatas a abrigar um sistema planetário semelhante ao Sistema Solar.

## Dados do Sistema
| Planeta | Massa (MJ)    | Período orbital (d) | Semieixo maior (UA) | Excentricidade orbital | Inclinação (°) | Descoberta |
| ------- | ------------- | ------------------- | ------------------- | ---------------------- | -------------- | ---------- |
| b       | 0.99 (± 0.06) | 3830.0 (± 150.0)    | 4.8 (± 0.1)         | 0.1 (± 0.07)           | 155.0 (± 40.0) | 2015       |